# Soutiers
Soutiers är en kommun i departementet Deux-Sèvres i regionen Nouvelle-Aquitaine i västra Frankrike. Kommunen ligger i kantonen Mazières-en-Gâtine som tillhör arrondissementet Parthenay. År 2018 hade Soutiers 265 invånare.

## Befolkningsutveckling
Antalet invånare i kommunen Soutiers
| Referens: INSEE |